# Fornells de la Selva
Fornells de la Selva è un comune spagnolo di 1 627 abitanti situato nella comunità autonoma della Catalogna.